# Dugesia gonocephala
Dugesia gonocephala is een platworm (Platyhelminthes). De worm is tweeslachtig. De soort leeft in of nabij zoet water in Europa, Noord-Afrika en mogelijk West-Azië.
Het geslacht Dugesia, waarin de platworm wordt geplaatst, wordt tot de familie Dugesiidae gerekend. De wetenschappelijke naam van de soort werd, als Planaria gonocephala, voor het eerst geldig gepubliceerd in 1830 door Duges.

## Synoniemen
- Planaria gonocephala Duges, 1830
  - Dugesia gonocephala (Duges, 1830)
  - Planaria torva var. gonocephala (Duges, 1830)
  - Goniocarena gonocephala (Duges, 1830)
  - Euplanaria gonocephala (Duges, 1830)
- Planaria sagitta Schmidt, 1861[1]
  - Dugesia sagitta (Schmidt, 1861)
- Planaria subtentaculata Draparnaud, 1803
  - Dugesia subtentaculata (Draparnaud, 1803)